# Ministère de l'Intérieur et des Affaires régionales
Pour les articles homonymes, voir Ministère de l'Intérieur.
Le ministère de l'Intérieur et des Affaires régionales (estonien : Eesti Siseministeerium, sigle SiM) est un ministère de la république d'Estonie.

## Mission
Le ministère de l'Intérieur doit assurer la sécurité intérieure et la protection de l'ordre public, la garde et la protection des frontières nationales, assure la gestion des crises, et les opérations de lutte contre les d'incendie et de sauvetage, ainsi que les problèmes de  citoyenneté et de migrations.

## Liste des ministres
Liste des ministres estoniens de l'Intérieur depuis 1990.
- Olev Laanjärv (17 avril 1990 – 30 janvier 1992)
- Robert Närska (30 janvier – 21 octobre 1992)
- Lagle Parek (21 octobre 1992 – 27 novembre 1993)
- Heiki Arike (14 décembre 1993 – 4 novembre 1994)
- Kaido Kama (4 novembre 1994 – 12 avril 1995)
- Edgar Savisaar (12 avril – 10 octobre 1995)
- Märt Rask (3 novembre 1995 – 1er décembre 1996)
- Riivo Sinijärv (1er décembre 1996 – 29 avril 1997)
- Robert Lepikson (5 mai 1997 – 28 janvier 1998)
- Olari Taal (29 janvier 1998 – 25 mars 1999)
- Jüri Mõis (25 mars – 5 novembre 1999)
- Tarmo Loodus (9 novembre 1999 – 28 janvier 2002)
- Ain Seppik (28 janvier 2002 – 3 février 2003)
- Toomas Varek (10 février – 10 avril 2003)
- Margus Leivo (10 avril 2003 – 13 avril 2005)
- Kalle Laanet (13 avril 2005 – 5 avril 2007)
- Jüri Pihl (5 avril 2007 – 21 mai 2009)
- Marko Pomerants (3 juillet 2009 – 5 avril 2011)
- Ken-Marti Vaher (6 avril 2011 - 26 mars 2014)
- Hanno Pevkur (26 mars 2014 - 23 novembre 2016)
- Andres Anvelt (23 novembre 2016 - 26 novembre 2018)
- Katri Raik (26 novembre 2018 - 29 avril 2019)
- Mart Helme (29 avril 2019 - 9 novembre 2020)
- Alar Laneman (18 novembre 2020 - 26 janvier 2021)
- Kristian Jaani (26 janvier 2021 - 3 juin 2022)
- Kalle Laanet (3 juin 2022 - 18 juillet 2022)
- Lauri Läänemets (18 juillet 2022 - 11 mars 2025)
- Hanno Pevkur, intérim (11 - 25 mars 2025)
- Igor Taro (depuis le 25 mars 2025)